# Android Things

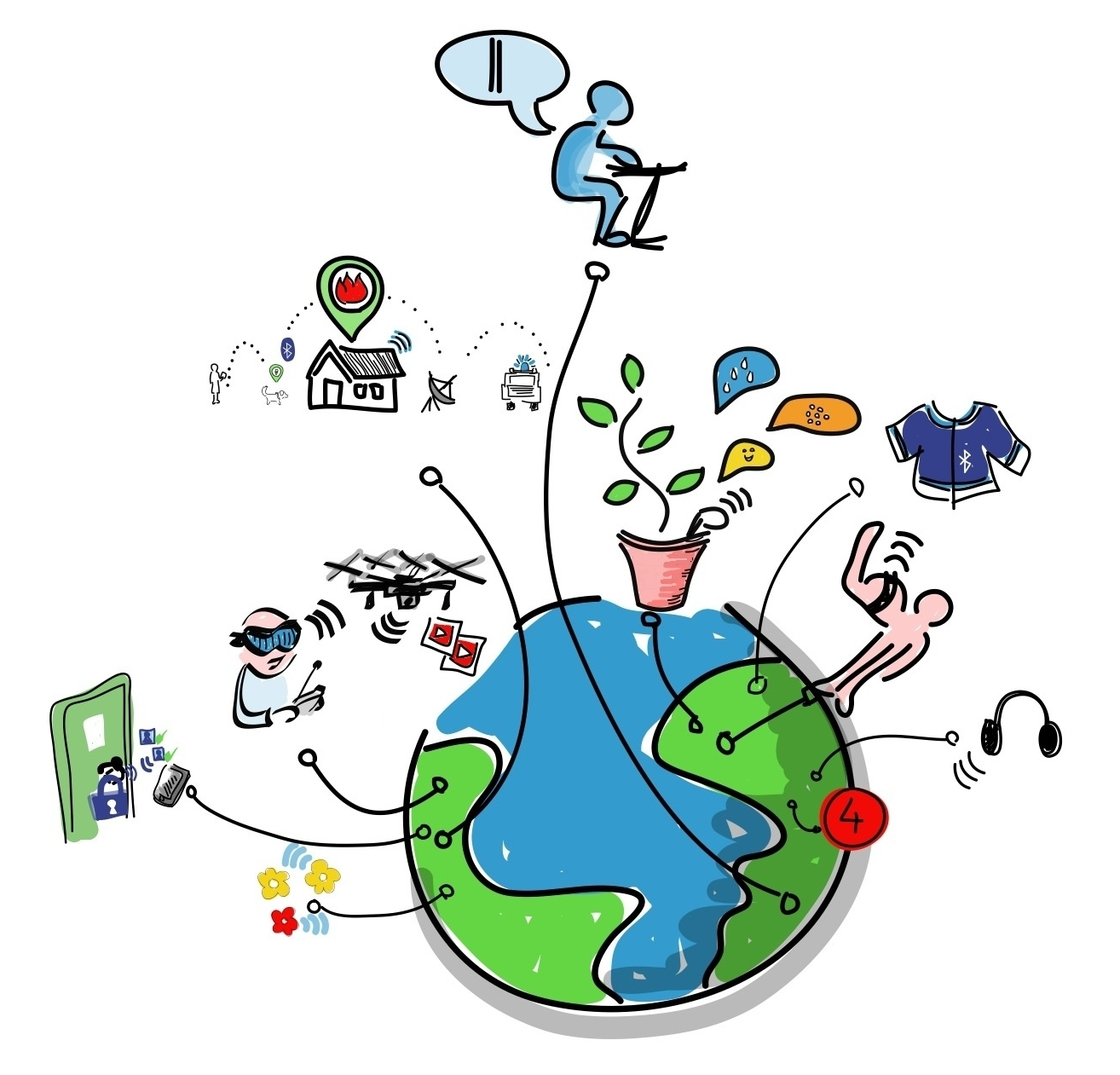
Fig.1 Internet de les coses

Android Things (coses android en anglès) és un sistema operatiu basat en Android i per a plataformes incrustades. Anteriorment s'anomenava Brillo. Brillo fou anunciat al Google I/O el 2015. Està dirigit per a dispositius de baix cost amb baix consum d'energia i memòria limitada. Inclou comunicacions Bluetooth de baixa energia i Wi-Fi. Juntament amb Brillo, Google també anuncià el protocol Weave que permet a tots aquests dispositius amb sistema operatiu Android Things de comunicar-se entre ells i amb tota mena de serveis amb la informàtica en el núvol. Aquest protocol pot ésser emprat en la Internet de les coses.

## Arquitectura
Android Things s'incrusta en la biblioteca de funcions de l'arquitectura
Funcionalitats :
- API de perifèrics d'E/S: GPIO, PWM, I²C, SPI, UART.
- API per a controladors d'usuari.

## Maquinari i SDK
Maquinari són els circuits que admeten el sistema operatiu Android Things
SDK són els equips i programaris associats.
- El mòdul Intel® Edison.
- El mòdul Pico i.MX6UL de NXP.
- El mòdul Raspberry Pi 3.
- El mòdul Intel® Joule570x.
- El mòdul Argon i.MX6UL de NXP.